# Klaus Huber
Pour les articles homonymes, voir Huber.
Klaus Huber est un compositeur et pédagogue suisse né le 30 novembre 1924 à Berne (Suisse) et mort le 2 octobre 2017 à Pérouse (Italie),.

## Biographie
Il étudie à l'école normale d'instituteurs de Küsnacht.
De 1947 à 1949, Klaus Huber étudie au conservatoire de Zurich le violon avec Stefi Geyer. De 1947 à 1955, toujours à Zurich, il étudie la théorie et la composition auprès de Willy Burkhard. De 1950 à 1960, il enseigne le violon au conservatoire de Zurich et, de 1955 à 1956, il étudie à la Staatliche Hochschule für Musik (aujourd'hui Université des arts de Berlin) de Berlin avec Boris Blacher. 
De 1961 à 1972, il enseigne à la Musikakademie de Bâle, et de 1969 à 1990 à la Staatliche Hochschule für Musik de Fribourg en Brisgau. Il est compositeur en résidence du conservatoire à rayonnement régional de Strasbourg et du Festival Musica en 1992. Parmi ses élèves, on trouve notamment Brian Ferneyhough, Kaija Saariaho, Wolfgang Rihm, Michael Jarrell ou Werner Bärtschi.
Il est élu membre de l'Académie des arts de Berlin en 1986.

## Œuvres
- 1959 : Paroles de l'ange adressées à l'homme
- 1959-1960 : Soliloquia
- 1966-1967 : Tenebræ
- 1980 : Humiliés - Asservis - Abandonnés - Méprisés (sur des textes d'Ernesto Cardenal)
- 1985 : Canciones de circulo gyrante
- 2002-2004 : À l'âme de descendre de sa monture et aller sur ses pieds de soie, sur des vers de Mahmoud Darwich
- 2007 : Quod est Pax ? Vers la raison du cœur..., sur un message de Jacques Derrida

## Prix et récompenses
- 2007 : Prix du Festival européen de la musique ecclésiastique de la ville de Küsnacht
- 2009 : Prix Ernst-von-Siemens